# Vonda
Vonda is een plaats (town) in de Canadese provincie Saskatchewan en telt 322 inwoners (2001).

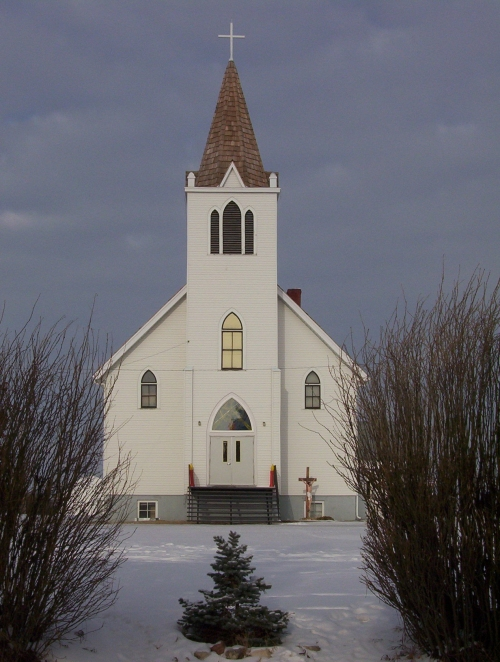
Rooms-Katholieke kerk